# KS Geyer
KS Geyer, właśc. Klub Sportowy „Geyer” (1922–1930: Koło Sportowo-Oświatowe Fabryki „L. Geyera”) – nieformalnie działający od 1922, oficjalnie powstały w 1930 i działający do 1946 wielosekcyjny klub sportowy z siedzibą w Łodzi, przy ul. Piotrkowskiej 289, odnoszący największe sukcesy w boksie, w latach 30. XX w.

## Historia
Od lat 1922–1923 przy fabryce Ludwika Geyera funkcjonowała nieformalnie sekcja piłkarska w ramach Koła Sportowo Oświatowego. Uchwała Rady Ministrów z 10 listopada 1926 utworzyła uwarunkowania prawne, obligujące do organizowania ośrodków sportowych przy zakładach przemysłowych. W Łodzi organizacji takiego ośrodka podjęli się por. Wacław Kuźnicki i por. Paweł Woskowicz z Okręgowego Urzędu Wychowania Fizycznego i Przysposobienia Wojskowego przy Dowództwie Okręgu Korpusu Nr IV.
W kwietniu 1927 Roman Tadeusiewicz nielegalnie i samowolnie wraz z podległą mu grupą robotników dostosował plac fabryczny przy ulicy Piotrkowskiej 317, do prowadzenia ćwiczeń gimnastycznych, a następnie przekształcono w boisko piłkarskie i wyposażono w urządzenia do uprawiania lekkiej atletyki. Działania te spotkały się z aprobatą fabrykantów Gustawa Wilhelma i Roberta Geyerów, które przekazały klubowi teren. Na obiekcie sportowym odbywały się zajęcia wychowania fizycznego z młodzieżą z fabryki Geyera oraz z młodzieżą bezrobotną, pochodzącą z okolic Górnego Rynku (obecnie plac Reymonta). Ćwiczenia prowadzili wówczas instruktorzy wojskowi.
Z czasem utworzone zespoły sportowe ośrodka rozpoczęły rozgrywki z ośrodkami sportowymi przy innych łódzkich fabrykach. W 1930 ośrodki wychowania fizycznego przekształcono w fabryczne kluby sportowe. 8 stycznia 1930 odbyło się zebrani organizacyjne Koła Sportowo-Oświatowego fabryki „L. Geyer”, na którym wyłoniono pierwszy zarząd klubu. Jego prezesem honorowym został Gustaw Wilhelm Geyer, prezesem właściwym zaś Stefan Dekuczyński. Przy klubie powstały sekcje: piłkarska, bokserska, lekkoatletyczna, gier sportowych, szermiercza, kolarska, motocyklowa, atletyczna, tenisowa, ping-pongowa, a z czasem także szachowa i narciarska. W 1932 dzięki poparciu Gustawa Geyera uzyskano tereny na potrzeby budowy boiska piłkarskiego przy ul. Wólczańskej i kortów tenisowych przy ul. Piotrkowskiej 309/311, a także boisk do innych gier przy ul. Czerwonej 8. Geyer ponadto udostępnił swój prywatny ogród dla sportowców lekkoatletycznych na okres 2 lat, gdy sekcja nie posiadała boiska treningowego. Pod koniec lat 30. XX w. prezesem klubu został Roman Tadeusiewicz. Klub działał co najmniej do 1946, kiedy to w jego barwach na Mistrzostwach Polski w boksie wystąpił Stanisław Jaskóła.

## Sekcje

### Sekcja lekkoatletyczna
Sekcja lekkoatletyczna powstałą w kwietniu 1927 roku i była prowadzona przez kierownika Henryka Wincentego Kupieckiego. Posiadała ona skromną bazę treningową. Sportowcy tej sekcji skupiali się przede wszystkim na biegach długich organizowanych przez „Kurier Łódzki”. Specjalizowali się głównie w biegach sztafetowych. Do wyróżniających się biegaczy należeli: Marian Deka, Wacław Sakwa, Bronisław Gabinowski, Stanisław Trzciński, Stanisław Rutkowski, Henryk Gralewski, Rudziński, a także Józef Szubert – mistrz okręgu na 800 m (1937), Jerzy Hartman – mistrz okręgu w skoku w dal, trój skoku i w kuli w latach (1937–1939).

### Sekcja bokserska
Sekcja bokserska powstała w połowie 1929 roku. Początkowo była prowadzona przez trenera Tadeusza Kwiatkowskiego, a następnie Józefa Meyera, tkacza posiadającego uprawnienia instruktora boksu. Bokserzy trenowali w fabrycznej sali widowiskowo-teatralnej, natomiast zawody rozgrywali w wynajmowanej sali Filharmonii Miejskiej. Do wyróżniających się bokserów należeli: Adam Wojciechowski, Bolesław Wojciechowski, Ernest Augustowicz, Zenon Gawin, Henryk Osielski, Stanisław Jaskóła – wicemistrz Polski wagi półciężkiej (1946), Władysław Ostrowski – wicemistrz polski wagi półśredniej (1936), Józef Pisarski – mistrz Polski wagi średniej (1938). Ponadto wychowankiem KS Geyer był Stanisław Woźniakiewicz, późniejszy 2-krotny mistrz Polski wagi lekkiej. Bokserzy KS Geyer byli 8-krotnie zdobywali indywidualnie tytuł mistrza Łodzi. Drużynowo zaś zdobyli ten tytuł w tylko raz, w 1939 roku.

### Sekcja piłkarska
Przyfabryczna drużyna piłkarska powstała w latach 1922–1923. Stała się ona podstawą późniejszego składu zespołu KS Geyer. Pierwsze oficjalne mecze zespół rozgrywał z drużynami: KP „Zjednoczenie”, KS „Gentleman”, Łódzkim Towarzystwem Sportowo-Gimnastycznym i Żydowskim Klubem Sportowym „Hakoah”. Od 1930 drużyna uczestniczyła w rozgrywkach klasy „C”. Do składu, pod wodzą trenera Leona Ferca, należeli: Mirosław Bogusiak, Henryk Borsiak, Stanisław Grzanek, Maks Krawczyk, Longin Milczarek, Stanisław Nowicki, Tadeusz Rzmigała, Franciszek Szynkielewicz, Henryk Markiewicz, Winczewski.

### Sekcja koszykarska
Koszykarze KS Geyer przez 2 sezony grali w klasie „B”, w 1931 awansowali do klasy „A” po 2-krotnym zwycięstwie nad drużyną Żydowskiego Klubu Sportowego „Makabi”. Nie odnieśli większych sukcesów.